# Indekainid
Indekainid je retko korišteni antidisritmik. Indekainid deluje kao lokalni anestetik i pripada grupi antiaritmičkih agenasa koji stabilizuju membrane. On ima elektrofiziološko dejstvo karakteristično za IC klasu antiaritmika.

## Spoljašnje veze
|  | Molimo Vas, obratite pažnju na važno upozorenje u vezi sa temama iz oblasti medicine (zdravlja). |